# Qian’an (powiat)
Qian’an (chiń. 乾安县; pinyin: Qián’ān Xiàn) – powiat w północno-wschodnich Chinach, w prowincji Jilin, w prefekturze miejskiej Songyuan. W 1999 roku liczył 292 958 mieszkańców.